# Јутарњи лист
„Јутарњи лист“ је хрватски дневни лист. 
Познат по више открића својих истраживачких новинара, међу којима одскаче откриће тајних банковних рачуна тадашњег предсједника Републике Фрање Туђмана. Памти се и скандал из 2008. године када је објављен лажни интервју Давора Бутковића с премијером Ивом Санадером. Интервју је, лажно се представљајући на електронској пошти Бутковићу као премијер, дао 23-годишњи Виктор Захтила, бивши новинар конкурентског Национала. Одговоре на Бутковићева питања послао из стана новинарке конкурентскога Вечерњег листа Милене Зајовић.
У чланку Јутарњег листа из јануара 2012. године Изљеви фашизма у Србији, Република Србија је представљена као фашистичка земља.